# Ron Woodroof

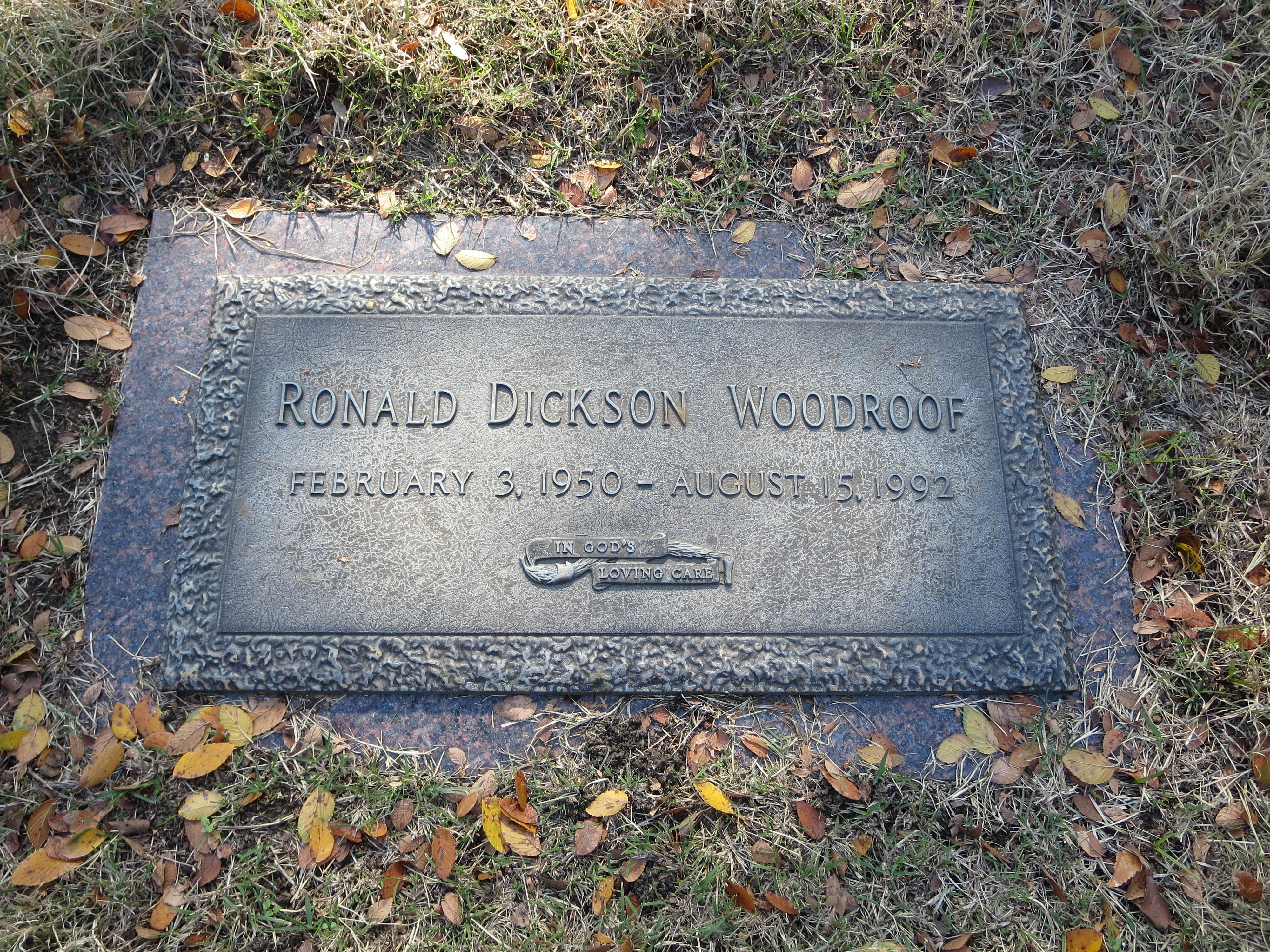
Tumba de Woodroof.

Ronald Dickson Woodroof (Dallas, Texas; 3 de febrero de 1950 – Ibídem; 12 de septiembre de 1992) fue un cowboy y activista estadounidense que creó el Club de Compradores de Dallas para la adquisición de medicamentos, como un esfuerzo para la lucha contra el VIH/sida en Texas, luego de haber sido diagnosticado él mismo con la enfermedad.
Demandó a la Administración de Alimentos y Medicamentos de los Estados Unidos (FDA) por una prohibición del Péptido T, un fármaco que estaba utilizando. Los años finales de Woodroof fueron plasmados en Dallas Buyers Club, una película de 2013.

## Biografía
Antes de convertirse en activista trabajaba como electricista, participaba en el rodeo estadounidense y el resto de sus ganancias provenía de partidas de póker. Era admirador de los Dallas Cowboys, consumía ocasionalmente cocaína y contó que se enfermó por tener sexo sin protección.

### Familia
Su primer matrimonio fue con Mary Etta Pybus; se casaron en junio de 1969 y tuvieron una hija: Yvette Lynn Woodroof (nacida en febrero de 1970). Se divorciaron en marzo de 1972, y dos meses después se casó con Rory S. Flynn, aunque luego de un año se divorciaron.
Por último se casó con Brenda Shari Robin en octubre de 1982, en Lubbock. El matrimonio terminó en marzo de 1986 después de que le diagnosticaron VIH.

### Personalidad
Los que lo conocieron lo describen como alguien agradable, directo y muy carismático pero también agresivo e inestable. Un periodista escribió que "Woodroof llevó su pistola a la oficina de su médico, lo que incitó al Dr. Steven Pounders a 'despedirlo como paciente.'" Woodroof más tarde le envió un ramo de rosas al doctor, pero este las devolvió.
Las fuentes difieren si hacía comentarios homófobos. El reportero y guionista Craig Borten dijo que Woodroof era muy racista y homofóbico, mientras que sus amigos afirman lo contrario.

## El Club de Compradores de Dallas
Tras adolecer los efectos del AZT, Ron Woodroof empezó buscar otros fármacos que pudiera utilizar para prolongar su vida un poco más. Así encontró vitaminas y medicamentos que se usaban para tratar el VIH en otros países pero que no estaban aprobados por la FDA para su uso en los Estados Unidos, e igualmente se las ingenió para obtenerlos y descubrió que eran útiles para mejorar sus síntomas. Estableció lo que él llamó el Club de Compradores de Dallas en 1988, como un frente para distribuir estos fármacos y otras sustancias a pacientes con sida.

## Muerte y legado
Siete años luego de su diagnóstico de VIH, Ron Woodroof murió el 12 de septiembre de 1992 a causa de una neumonía producida por el sida. En la película Dallas Buyers Club, del 2013, fue interpretado por Matthew McConaughey, quién ganó un Premio Óscar al mejor actor por su interpretación.